# Giải bóng đá trong nhà nữ vô địch quốc gia Việt Nam
Giải bóng đá trong nhà nữ vô địch quốc gia Việt Nam (hay còn gọi là  Giải Futsal nữ Vô địch Quốc gia) là giải bóng đá futsal dành cho phái nữ do Liên đoàn bóng đá Việt Nam tổ chức lần đầu tiên vào năm 2022. Câu lạc bộ Thái Sơn Nam Quận 8 trở thành đội đầu tiên đoạt ngôi vô địch quốc gia Futsal năm 2022.

## Lịch sử
Nhằm chuẩn bị lực lượng cho đội tuyển futsal nữ quốc gia tham dự SEA Games 31 tại Việt Nam, Liên đoàn bóng đá Việt Nam VFF quyết định tổ chức giải Futsal nữ Vô địch Quốc gia 2022 từ ngày 19 tháng 2 đến ngày 1 tháng 3 tại Nhà thi đấu tỉnh Hà Nam. Trong lần đầu tiên tổ chức, giải Futsal nữ Vô địch Quốc gia có sự tham dự của 4 đội bóng: Phong Phú Hà Nam I; Phong Phú Hà Nam II; Hà Nội; Thái Sơn Nam. Các đội sẽ thi đấu vòng tròn 2 lượt (lượt đi và lượt về) để tính điểm xếp hạng. Mỗi trận đấu sẽ có hai hiệp thi đấu, mỗi hiệp 20 phút bóng trong cuộc. Đội futsal Thái Sơn Nam Quận 8 lên ngôi vô địch lần đầu tiên trong lịch sử của giải đấu.

## Các đội bóng tham dự
Các đội bóng tham dự giải Futsal nữ vô địch Quốc gia 2022:
- Thái Sơn Nam–Thành phố Hồ Chí Minh
- Phong Phú Hà Nam
- Hà Nội
- Thành phố Hồ Chí Minh
- Sơn Luxsen

## Thành tích các đội bóng
| Mùa giải | Nơi đăng cai               | Đội vô địch                           | Đội hạng nhì       | Đội hạng ba           |
| -------- | -------------------------- | ------------------------------------- | ------------------ | --------------------- |
| 2022     | Nhà thi đấu tỉnh Hải Dương | Thái Sơn Nam Quận 8(1)                | Phong Phú Hà Nam I | Hà Nội                |
| 2023     | Nhà thi đấu tỉnh Hải Dương | Thái Sơn Nam–Thành phố Hồ Chí Minh(2) | Phong Phú Hà Nam   | Thành phố Hồ Chí Minh |

## Giải thưởng cá nhân
| Mùa giải | Tốp ghi bàn             | Tốp ghi bàn         | Tốp ghi bàn  | Cầu thủ xuất sắc  | Cầu thủ xuất sắc    | Thủ môn xuất sắc     | Thủ môn xuất sắc    |
| Mùa giải | Cầu thủ                 | Câu lạc bộ          | Số bàn thắng | Cầu thủ           | Câu lạc bộ          | Cầu thủ              | Câu lạc bộ          |
| -------- | ----------------------- | ------------------- | ------------ | ----------------- | ------------------- | -------------------- | ------------------- |
| 2022     | Trịnh Nguyễn Thanh Hằng | Thái Sơn Nam Quận 8 | 7            | Nguyễn Thị Châu   | Thái Sơn Nam Quận 8 | Ngô Nguyễn Thuỳ Linh | Thái Sơn Nam Quận 8 |
| 2023     | Đinh Thị Ngọc Hân       | Thái Sơn Nam–TPHCM  | 9            | Nguyễn Thanh Hằng | Thái Sơn Nam–TPHCM  | Ngô Nguyễn Thuỳ Linh | Thái Sơn Nam–TPHCM  |